# Jadwiga Maziarska
Jadwiga Maziarska (ur. 20 lipca 1913 w Sosnowcu, zm. 24 sierpnia 2003 w Krakowie) – polska malarka działająca w Krakowie. 

## Życiorys
Rozpoczęła studia prawnicze na Uniwersytecie Stefana Batorego w Wilnie, lecz zrezygnowała z nich po roku studiów. W roku 1933 rozpoczęła studia artystyczne w Prywatnej Szkole Malarskiej Alfreda Terleckiego w Krakowie i kontynuowała je w latach 1934–1939 na Akademii Sztuk Pięknych w Krakowie pod kierunkiem Władysława Jarockiego, Stefana Filipkiewicza oraz Ignacego Pieńkowskiego. 
W czasie studiów zaangażowała się politycznie po stronie skrajnej lewicy. 
Po II wojnie światowej przystąpiła do krakowskiej Grupy Młodych Plastyków, w roku 1957 uczestniczyła w reaktywacji Grupy Krakowskiej. Wzięła udział w Wystawach Sztuki Nowoczesnej (Kraków 1948-1949, Warszawa 1957 i 1959), przedstawiając obrazy abstrakcyjne i formy przestrzenne. W okresie socrealizmu na I Ogólnopolską Wystawę Plastyki zgłosiła obraz „W stalowni”, który został jednak odrzucony, gdyż nie spełniał wymagań socrealizmu. Po tym niepowodzeniu nie powróciła nigdy do malarstwa figuratywnego. 
Od roku 1946 eksperymentowała z użyciem tkanin w malarstwie, tworząc aplikacje. Malowała nakładając grube warstwy farby. W roku 1948 uczestniczyła w I Wystawie Sztuki Nowoczesnej.
Od roku 1954 stosowała dodatek stearyny do farb olejnych. W latach siedemdziesiątych ograniczyła kolorystykę, czasami nawet do czerni i bieli. W latach osiemdziesiątych i dziewięćdziesiątych powróciła do żywej kolorystyki.
W latach 1957 i 1967 uczestniczyła w wystawach Grupy Zagłębie. Tworzyła scenografię dla teatru lalkowego w Opolu. 
W roku 2001 otrzymała nagrodę im. Jana Cybisa. W czerwcu-sierpniu 2009 w Centrum Sztuki Współczesnej w Zamku Ujazdowskim w Warszawie odbyła się wystawa monograficzna Jadwigi Maziarskiej.
Żona Stanisława Pochwalskiego, krakowskiego artysty malarza pochodzącego z wielopokoleniowej rodziny malarzy.